# 曹参

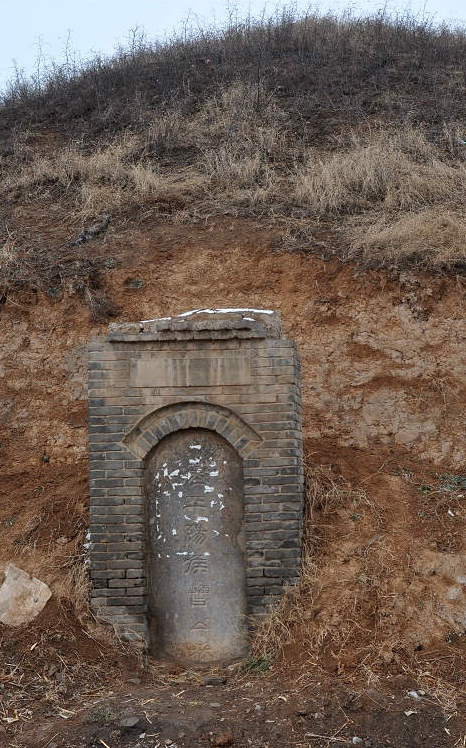
位於陝西咸阳市秦都区韩家湾徐家寨村的漢平陽侯曹參墓

曹参（？—前190年9月24日），字敬伯，泗水郡沛县（今江苏沛县）人，是西漢知名的將領，也是继萧何后的汉代第二位相国。反秦戰爭、楚漢戰爭和消滅異姓王風潮中參與多次戰役，立功最多，作戰勇猛，成為漢軍中的主要人物，曾經負傷七十處，攻下兩國，一百二十二個縣，俘虜諸侯王兩名、高官十數人，封平陽侯。曹参戰功雖高，論功時仍不及蕭何，後因蕭何推薦，繼任相國。雖其與萧何關係不睦，但仍然依循蕭的制度，實施無為而治，天下安定，世稱「蕭規曹隨」。

## 生平

### 早年生活
早年為秦朝沛縣獄掾，即管理監獄的小吏（可能為典獄長），但已相當出名，蕭何為曹參上司（主吏），劉邦屬押解犯人之官吏（亭長），職位低於曹參。曹参與劉邦、蕭何、樊噲皆為沛縣人，但蕭、曹二人是縣府官吏，縣中多有好名聲，劉、樊二人之地位相當於地痞，在鄉里父老眼中地位大有不同。

### 反秦戰事
西元前209年（秦二世元年），陳勝與吳廣假託太子扶蘇與楚國將軍項燕名號，發動大澤起義反秦，各地均出現響應者。蕭何和曹參、樊噲、周勃等沛縣人聚集商議應如何面對。沛縣縣令原本聽從蕭何、曹參的意見，認為應該從天下大勢追隨陳勝、吳廣，不料卻馬上反悔，打算將蕭、曹二人以反賊之名逮捕獻給秦國官員。此時，劉邦已縱放囚犯反秦起義，蕭、曹二人、沛縣父老與劉邦裡應外合，將沛縣縣令殺死，正式宣佈沛縣加入反秦大旗下。
沛縣反秦後，蕭、曹二人因地位較高，原被推舉為首領，但兩人卻有所顧忌，禮讓不肯當反抗軍首領，鄉中父老以占卜認為劉邦最適，因此曹參反擔任劉邦的中涓，輔佐劉邦起義。

#### 败章邯斩李由
在反秦之初，曹参率军攻击胡陵、方與，攻秦监公军，大破之。往东攻下薛县，攻击薛城西面的泗水守军。又攻占胡陵，率军转守方與。后方與、丰邑投向魏軍，曹参率军攻之。赐爵曹参为七大夫。曹参再破秦司馬夷軍，奪取碭、狐父、祁的善置邑。攻取下邑以西，至虞，追擊秦將章邯的戰車騎兵。攻爰戚及亢父，先登。迁为五大夫。北救阿，击章邯军，陷陈，追至濮阳。攻定陶，取临济，南救雍丘。击李由军，破之，杀死秦雒邑郡守李由，虏秦候一人。

#### 攻陷咸陽
定陶之战，楚項梁戰死後，劉邦和項羽向東撤退，楚後懷王封劉邦為碭郡長，帶領碭郡兵，又封曹參為執帛，號稱「建成君」。後封予爰戚縣，人稱「戚公」，隸屬碭郡。
其后从攻东郡尉军，在成武南打敗秦軍。击王离军成阳南，又在杠里攻打他們，大破之。追北，西至开封，击赵贲军，破之，围赵贲开封城中。西击将杨熊军于曲遇，破之，虏秦司马及御史各一人。迁为执圭。从攻阳武，下轩辕、缑氏，封绝黃河渡口，还击赵贲军尸縣北，破之。从南攻犨，与南阳守𬺈战阳城郭东，陷陈，取宛，俘虏南阳守𬺈，尽定南阳郡。从西攻佔武关、峣关。前攻蓝田南的秦军，又夜击其北，秦军大破，遂至咸阳，灭秦。

### 楚漢相爭
劉邦被項羽封為漢王時，劉邦封曹參為「建成侯」。到了漢中後，遷為將軍。

#### 三秦戰役
跟從刘邦回軍平定三秦，初攻下辩县、故道县、雍县、斄县。在好畤南击章平军，破之，围好畤，取壤乡。击三秦军壤乡东及高栎，破之。复围章平，章平出好畤走。因击赵贲、内史保军，破之。东取咸阳，更名曰新城。参将兵守景陵二十日，三秦派章平等攻参，参出击，大破之。赐食邑于宁秦。参以将军身份引兵于废丘围章邯。

#### 楚漢戰爭
以中尉身份从汉王出临晋关。至河内，下修武，渡围津，东击龙且、项他於定陶，破之。东取砀县、萧县、彭城。击项籍军，汉军大败逃跑。参以中尉围取雍丘。王武反于外黄，程处反于燕，往击，尽破之。柱天侯反于衍氏，又进破取衍氏。击羽婴于昆阳，追至叶县。还攻武疆，乘勢到達荥阳。参自汉中为将军、中尉，从击诸侯，到项羽戰败，还至荥阳，一共兩年。
汉高祖二年，曹参官拜假左丞相，屯兵关中。魏王豹起初归顺汉王，但之后又反叛，曹参与韩信向东攻魏，生擒魏王豹及其妻子和母亲。事后韩信与曹参受刘邦的命令，先破代国，杀夏说，把赵国的注意力转向赵国北部，刘邦派韩信与张耳在井陉设疑，利用地理优势吸引赵国的主力，刘邦自己亲自率趁虚直取邯郸，当赵国失去邯郸，襄国危急，陳餘进退两难，此时韩信与张耳出井陉，攻杀陳餘，赵将「戚将军」向西逃至邬县，被正在平定魏、代一带的曹参斩杀，赵王歇逃到襄国，刘邦与张耳、韩信南北夹击襄国，攻破襄国会合，杀赵王歇，平定赵国。后来汉军又平定了巨鹿、常山郡，招降了燕国，随后曹参跟随刘邦、靳歙、周勃、周緤等人返回敖仓。

### 漢朝初立

#### 分封天下
項羽敗死，天下已定，漢王劉邦稱帝，即漢高祖。除了諸侯王之外，最初仅排定十八位列侯之位次，分别为：萧何、曹参、张敖、周勃、樊哙、郦商、奚涓、夏侯婴、灌嬰、傅寬、靳歙、王陵、陈武、王吸、薛欧、周昌、丁復、蟲達。羣臣都認為曹參親自作戰，負傷七十處，軍功無數，應為第一。但劉邦卻覺得蕭何後勤與計畫的貢獻才是居功厥偉，關內侯鄂君於是進言：「羣臣當然沒錯，曹參有野戰略地之功，但楚漢相爭五年，喪失不少士兵，但蕭何從關中徵兵來補足士兵的不足，不是蕭何，漢軍早就折損所有兵卒了。楚、漢兩方，在滎陽僵持時，漢軍面臨缺糧危機，蕭何利用關中的漕運，我們才都有糧草可用。雖然蕭何沒有隨軍出征，卻守護關中，給我們支援，形同隨時陪伴陛下一般，這應是萬世之功。我認為論功應該是蕭何第一，曹參第二。」羣臣心服，於是論功，蕭何第一，曹參第二。
韓信被改封為楚王，曹參也歸還丞相印。高祖六年（前201年），劉邦分封諸侯王時，把長子劉肥封為齊王，而讓曹參擔任輔佐劉肥的相國，封平陽侯，食邑10630戶。

#### 齊相的治術
孝惠帝元年，除诸侯相国法，曹參改任齊丞相時，齊國本來甚為富庶，有七十個城。曹參希望能妥為管理，想要尋求治理齊國的方法。齊國本是儒家大本營，繼承孔子儒學的學者不計其數，曹參尋訪各個儒學學者，得到的建議卻莫衷一是，使曹參不知追隨何人的說法。曹參聽聞膠西有一學者蓋公，所學為黃老治國之術，曹參重金尋訪蓋公。蓋公認為天下戰爭後初定，應該使人民清靜，不可繁政擾民，社會才能安定。曹參於是為蓋公建立別館，以其為政事顧問，尋訪其意見，治理齊國大部分均用黃老之術。齊國上下以「賢相」之評價流傳。

### 擔任漢相國
惠帝二年（前193年），萧何于临终前向汉惠帝刘盈推荐曹参繼任朝廷的相國。蕭何去世不久，曹參就跟部下說：「我一定會繼任相國。」不久朝廷果然派人召他赴任。曹參離開齊國時，交代繼任者說：「刑場及監獄（獄市）是最重要的地方，不要擾亂這裡的制度。」繼任者問：「治道不過就是這樣？」曹參說：「並非如此。黃老之術的兼容並蓄就體現在刑法的確實執行之上。今天你擾亂了罪刑的審問及執行，那麼你要奸人都跑到哪裏去呢？這是我要先告訴你的。」

#### 萧规曹随
曹參就任朝廷相國期间，整天飲酒食肉，實行黃老之術，政治上無為而治，继续执行萧何留下的政策，不予改变。惠帝覺得非常怪異，派曹參之子曹窟去勸諫曹參。曹參大怒，鞭笞曹窟兩百下，罵他：「天下大事，還不是你可以管的！」惠帝只好親自問曹參為何如此，曹参卻反問說：「皇上跟漢高祖相比，誰比較聖明？」皇帝說：「我怎麼敢跟先帝比。」曹参又問說：「我跟萧何相比，誰較賢能？」皇帝說：「你似乎及不上萧何。」曹参接著說：「陛下說得很對。況且高祖与萧何安定了天下，法令已經明白、具備了，只要陛下垂拱而治，而讓臣等堅守崗位，遵守他們的法度而不違背，不是很對麼？」時人歌頌：「蕭何為法，顜若劃一；曹參代之，守而勿失。載其清淨，民以寧一。」史称「萧规曹随」。
據《前漢書》記載，秦朝時曹參與蕭何於沛縣為摯友，但漢朝得天下，蕭何擔任相國時，兩人反生嫌隙。不過曹參為漢相國時，卻對蕭何擔任相國時之制度一無變更。現今中文使用中，世人所熟知的「蕭規曹隨」有率由舊章、依樣葫蘆、一成不變、沿襲舊規等等意涵，然而曹參為漢相國時，卻不是此成語所指稱之無所事事，反而是選拔賢才、注重吏治，各官吏均選任老成持重之人，若有好名之人，即使其去職。可見「蕭規曹隨」的傳統見解對曹參為漢相國的治術略有誤解。曹參擔任相國時，對於官吏有小過錯，反而為其隱忍不公開，給下屬改過之機會。
曹参为汉相国三年去世，谥懿侯。後代曹襄，在漢武帝時曾帶兵攻擊匈奴。後代子孫均於漢代襲任平陽侯。

## 家庭
- 父亲：曹□
- 母亲：□氏
- 妻子：□氏
- 儿子：曹窋，儿媳：□氏

## 軼事

### 好酒
惠帝擔心曹參飲酒過度，不顧政事，要求擔任御史的曹窟勸諫父親。因此才有「蕭規曹隨」中曹參與惠帝的對話。另根據據前漢書記載，曹參擔任相國時之所以飲酒無度，是為了使前來關說之人灰頭土臉、無法開口而歸，所以當關說之人一會見曹參，曹參輒不停勸他飲酒，至灌醉對方為止，使對方根本無從開口。但此風為下屬模仿，下屬均好宴樂，有人深深以此為患，希望曹相國糾正之，但曹相國目睹時，卻呼叫下屬一同飲酒作樂。

### 任用魏勃
魏勃年轻時，家貧自薦于齊相國曹参。曹參任用他為舍人，后荐于齐悼惠王刘肥，为齐国内史。而後在誅殺諸呂中，逼死齊相召平、發兵禁錮瑯琊王刘泽奪取兵權。

## 評價
關於武勇，史記載曰：「身被七十創，攻城掠地，功最多，宜第一。」
關於治術，百姓歌頌曰：「蕭何為法，顜若畫一；曹參代之，守而勿失。載其清淨，民以寧一。」
太史公司馬遷曰：「曹相國參攻城野戰之功所以能多若此者，以與淮陰侯俱。及信已滅，而列侯成功，唯獨參擅其名。參為漢相國，清靜極言合道。然百姓離秦之酷後，參與休息無為，故天下俱稱其美矣。」

## 延伸阅读
[在维基数据编辑]
 《史記/卷054》，出自司馬遷《史記》
 《漢書·卷039》，出自班固《漢書》